# Mad Max (joc video)
Mad Max este un joc video de acțiune-aventură, a cărui acțiune are loc într-un mediu open world și care este bazat pe universul seriei Mad Max. Dezvoltat de Avalanche Studios și publicat de Warner Bros. Interactive Entertainment, a fost lansat pentru Microsoft Windows, PlayStation 4 și Xbox One în septembrie 2015. Feral Interactive a publicat versiunile pentru OS X și Linux.
Are loc într-un ținut postapocaliptic, ce constă în deșerturi, canioane și peșteri. Jucătorii îl controlează pe Max Rockatansky prin ținut în timp ce acesta caută răzbunare împotriva unui grup de raideri, conduși de Scabrous Scrotus, care i-a furat lucrurile, și împreună cu ajutorul său, Chumbucket, dorește să construiască mașina supremă: Magnum Opus. Jocul pune accent pe lupta între vehicule, în care jucătorii se folosesc de armură și arme pentru a se lupta cu inamicii, pe lângă tehnicile de wrestling și box ce pot fi folosite în afara mașinii. Jocul conține și un ținut numit „The Big Nothing”, ținut teoretic nesfârșit, pe care jucătorul îl poate explora. 
Alte două jocuri Mad Max, dezvoltate de Cory Barlog și Interplay Entertainment respectiv, erau în stadiul de producție înainte de anunțarea acestui joc, dar niciunul nu a fost lansat. Cu toate că Mad Max nu are la bază filmele seriei, se inspiră din universul acestora, iar creatorul francizei, George Miller, a fost consultat în timpul pre-producției jocului. Avalanche Studios a găsit dezvoltarea unui joc cu lupte între vehicule o provocare, din cauza lipsei de experiență în domeniul jocurilor de acest fel. Anunțat la Electronic Entertainment Expo 2013, jocul a fost refăcut în timpul dezvoltării, iar versiunile pentru PlayStation 3 și Xbox 360 au fost anulate din cauza limitărilor hardware. 
Lansarea sa a fost programată inițial pentru anul 2014, însă a fost amânată pentru septembrie 2015, la câteva luni după lansarea filmului Mad Max: Fury Road, al patrulea film din serie. Mad Max a primit recenzii mixte spre pozitive din partea criticilor. Laudele au fost adresate cadrului și mediului jocului, graficii, dar și luptelor între vehicule, în timp ce criticile au fost îndreptate spre designul obiectivelor jocului și poveste. Jocul a devenit al optulea cel mai vândut joc din SUA în luna septembrie 2015.

## Gameplay

O captură de ecran, ce arată elementele luptei între vehicule.

Mad Max este un joc de acțiune-aventură postapocaliptic, ce pune accent pe lupta între vehicule, în care jucătorul își asumă rolul lui Max Rockatansky (Bren Foster). Conform editorului, aproximativ 60% din campanie se concentrează pe condus. Anumite arme și unelte, precum aruncătoarele de flăcări sau turbo-ul, sunt deja montate pe Magnum Opus, în timp celelalte, precum harponul sau carabina, pot fi folosite de Chumbucket, ajutorul lui Max, sau de Max însuși. Magnum Opus-ul lui Max, cu motorul V8 și o bară de protecție puternică, poate distruge armura și vehiculele inamicilor. Atunci când jucătorul conduce și țintește în același timp, jocul intră în slow-motion și îi permite jucătorului să-și aleagă ținta. Jocul folosește, în mare parte, perspectiva third-person, dar îi permite jucătorului să schimbe pe cea first-person atunci când jucătorul conduce Magnum Opus-ul. Dacă mașina este avariată, Chumbucket va repara mașina atunci când i se spune sau odată ce jucătorul a ieșit din ea.
Pentru a încuraja explorarea, Magnum Opus-ul poate fi îmbunătățit folosind resturi găsite în deșert, deturnând mașinile inamicilor sau colectând părți de mașină. Inamicii se pot urca pe Magnum Opus pentru a-l face să explodeze, dar jucătorul poate evita asta prin adăugarea unor țepi sau cuie pe mașină. Jucătorul are acces la garaj pe tot parcursul jocului, permițându-i să modifice Magnum Opus-ul. Garajul lui Max poate fi folosit pentru a schimba și a îmbunătăți motorul mașinii, șasiurile, roțile, vopseaua, și „carapacea”. Îmbunătățirea unuia dintre aspecte le va afecta negativ pe celelalte; de exemplu, îmbunătățirea motorului îi va permite lui Max să conducă mai rapid, dar va face manevrarea mai dificilă. Sunetul produs de motorul mașinii se va schimba atunci când jucătorul va schimba, adăuga, sau va înlătura anumite piese ale Magnum Opus-ului. Max, hainele, înfățișarea, abilitățile de luptă, și armele sale sunt disponibile pentru modificări; jucătorul poate debloca noi abilități și îmbunătățiri pe măsură ce avansează în joc și câștigă puncte de experiență. Griffa, un hoinar din ținut, îi poate oferi lui Max jetoane ce pot fi folosite pentru îmbunătățirea abilităților sale.
Cu toate că jocul oferă multe alegeri (precum jucarea pe stealth sau agresiv), se pune accent pe acțiune. Mad Max conține o varietate de arme, inclusiv pușca lui celebră, însă muniția este puțină, lucru care îl obligă pe jucător să lupte corp-la-corp mai des. Arma Thunderstick este o una explozivă ce poate fi lansată în pieptul inamicului. Jocul folosește un sistem de luptă de genul luptelor de wrestling și box, fiind similar cu seria de jocuri Batman: Arkham, tot al celor de la Warner Bros (în care sunt arătate indicatoare deasupra capetelor inamicilor pentru a-i aminti jucătorului când trebuie să lovească, să pareze sau să execute mișcarea finală). Atacurile lui Max în timpul abilității „Fury” sunt mai puternice decât cele obișnuite. Max poate primi informații de la Chum în legătură cu îndeplinirea obiectivelor într-un mod strategic.
Peisajul din Mad Max conține canioane, peșteri, deșerturi și gropi industriale abandonate. Lumea jocului este împărțită în câteva regiuni, fiecare cu propriul peisaj și propria poveste. Obiective și ruine unice pot fi găsite în fiecare regiune. Activitățile secundare, cum ar fi cursele, invadarea forturilor inamicilor și eliminarea convoaielor inamicilor, pot fi găsite în fiecare regiune a jocului. Nivelul de amenințare al regiunii scade prin completarea acestor activități, facilitând navigarea prin acel loc. Fiecare regiune a jocului are propriul stăpân, ce poate fi găsit în propria bază. Anumite fortărețe din joc nu sunt ostile, și eliminarea de forturi ale inamicilor îi va furniza lui Max noi misiuni și premii. Max poate intra într-un balon cu aer cald (permanent atașat de sol) pentru a căuta noi obiective și locații. După ce a văzut aceste obiective cu ajutorul binoclului, acestea vor fi afișate pe hartă. Max poate fi ghidat strategic de Chumbucket în completarea obiectivelor. Max este acompaniat de un câine pe nume Dinki-Di, care îi poate ajuta pe jucători să detecteze minele de teren. Max are abilități limitate de cățărat, iar obiectele ce pot fi cățărate sunt iluminate în galben.
Resursele sunt limitate, în afară de benzina ce este necesară condusului. Jucătorii pot depozita o singură canistră în Magnum Opus. Jucătorii pot colecționa (vestigii istorice) pe parcursul jocului. Ele sunt în mare parte fotografii și notițe de dinainte de apocalipsă. Mâncarea și apa sunt vitale pentru supraviețuirea lui Max; jucătorii le pot strânge pentru a-și reumple bara de viață. Max poate mânca și animale mici, precum rozătoare și viermi de pe cadavrele în descompunere, pentru a-și umple vara cu viață, iar locurile unde Max poate găsi mâncare și provizii sunt populate de ciori. Max se poate aventura în „The Big Nothing” - Marele Nimic, o zonă periculoasă a ținutului, fără mâncare sau apă, în care au loc furtuni de nisip. Tot aici pot fi găsite părți rare pentru Magnum Opus. Conform celor de la Avalanche, din cauza prezenței zonei „The Big Nothing”, harta este infinită. Un ciclu dinamic noapte-zi, un sistem de vreme, și o varietate de pericole cauzate de mediul înconjurător, sunt incluse în joc, iar terenul este afectat de vreme și de dezastre naturale.

## Povestea
În căutare de benzină, supraviețuitorul Max Rockatansky se aventurează prin Tărâmurile Liniștii. Călătoria sa ia o turnură neașteptată când dă peste un grup de War Boys, conduși de Scabrous Scrotus (Travis Willingham), fiul psihopat al lui Immortan Joe (Fred Tatasciore) și conducătorul orașului Gastown. Scrotus și echipa sa îl înlătură de pe drum, îi fură hainele, proviziile, armele, și mașina, și îl lasă de izbeliște în deșert. Max îi urmărește, și îl provoacă pe Scrotus la un duel pe Land Mover. Max îi înfige o drujbă în capul lui Scrotus, dar asta nu e de ajuns, iar Scrotus îl împinge pe Max și câinele lui de pe Land Mover.
Împreună cu patrupedul, Max obține o armă și niște haine de la un Hoinar mort. În timp ce rătăcea prin deșert, Max găsește un mecanic cocoșat, numit Chumbucket (Jason Spisak), care îl numește Șoferul. Chumbucket îl duce pe Max la Scrotus, și îi spune lui că a construit o mașină, Magnum Opus, care are părți lipsă; Max este de acord să caute acele părți. Max trebuie mai întâi să elibereze diferite teritorii de armata lui Scrotus: Jeet (Josh Keaton), a cărui fortăreață este un vechi far, și Gut Gash (Liam O'Brien), ai cărui urmăritori cred că vor fi protejați de potop în vasul său. Max trebuie să distrugă Falca, o poartă masivă protejată de War Boys, cu ajutorul Magnum Opus-ului atunci când acesta este echipat cu Thunderpoon (un harpon cu explozibil). Max și Chumbucket trebuie să o salveze pe Pink Eye (Adrienne Barbeau), femeie ale cărei abilități mecanice pot concura cu cele ale lui Chumbucket, de la o invazie a lui Stank Gum, mâna dreaptă a lui Scrotus.
În căutarea motorului V8 pentru Magnum Opus, Max află de o cursă în Gastown, iar câștigătorul va primi un motor Big Chief V8. După ce îl învinge pe Stank Gum (Yuri Lowenthal) și pe luptătoarea Tenderloin într-un duel Thunderdome, Max primește motorul și pe concubina Hope (Courtenay Taylor). Bucuria sa este scurtă; Scrotus îi aduce premiul și îl provoacă la luptă. După ce este rănit cu o săgeată și aruncat într-un puț, Max este salvat de Hope, care-l duce la Organic Mechanic și la Scab (Orion Acaba)—cunoscut ca Bloodbag. În timpul operației, Max are o halucinație în care vede cum nunta sa cu Hope este oficiată de Chumbucket și un om cu cap de câine. După ce se trezește, el și Hope fură motorul Big Chief; ei se duc spre templul lui Deep Friah (Robin Atkin Downes), un cultist al focului.
La templu, Hope îl roagă pe Max să o găsească pe fiica sa, Glory (Madison Carlon), care a fugit în teritoriul Buzzard. În cele din urmă acceptă, și călătorește spre Underdune. După ce o salvează din mâinile celor de la Buzzards, Max se întoarce la templu pentru a descoperi că Chumbucket, într-un moment de gelozie, a luat Magnum Opus-ul la locuința sa din sud. Max pleacă după el într-o mașină a lui Deep Friah, dar află că Scrotus și Stank Gum au ajuns acolo înaintea lui. Ei l-au torturat pe Chumbucket, iar el a dezvăluit locația lui Hope și Glory, și legătura sa cu Max. Max îl omoară pe Stank Gum și se reîntoarce la templu, unde găsește trupurile torturate ale celor două femei. Văzând-o pe Glory cum își dă ultima răsuflare, Max jură că se va răzbuna pe Scrotus.
Max se întoarce în Gastown și află de la Scab afla locația lui Scrotus. Max și Chumbucket îl găsesc și folosesc Magnum Opus-ul pentru a distruge Land Mover-ul, care este împinsă până la marginea unei prăpăstii. Max intenționează să împingă Mover-ul în prăpastie cu ajutorul Magnum Opus-ului, dar este oprit de Chumbucket, care se consideră protectorul acestei mașini. Max îl ignoră și lovește Mover-ul la viteză maximă; Chumbucket moare, iar Mover-ul și Magnum Opus-ul sunt distruse. Scrotus scapă cu Interceptor, mașina lui Max de la începutul jocului, și îl provoacă. Max câștigă bătălia, decapitându-l pe Scrotus cu ajutorul drujbei. Jocul se termină cu Max intrând în Interceptor, care își pune o poză cu familia sa pe bordul mașinii și pleacă spre locuri neștiute.

## Dezvoltare

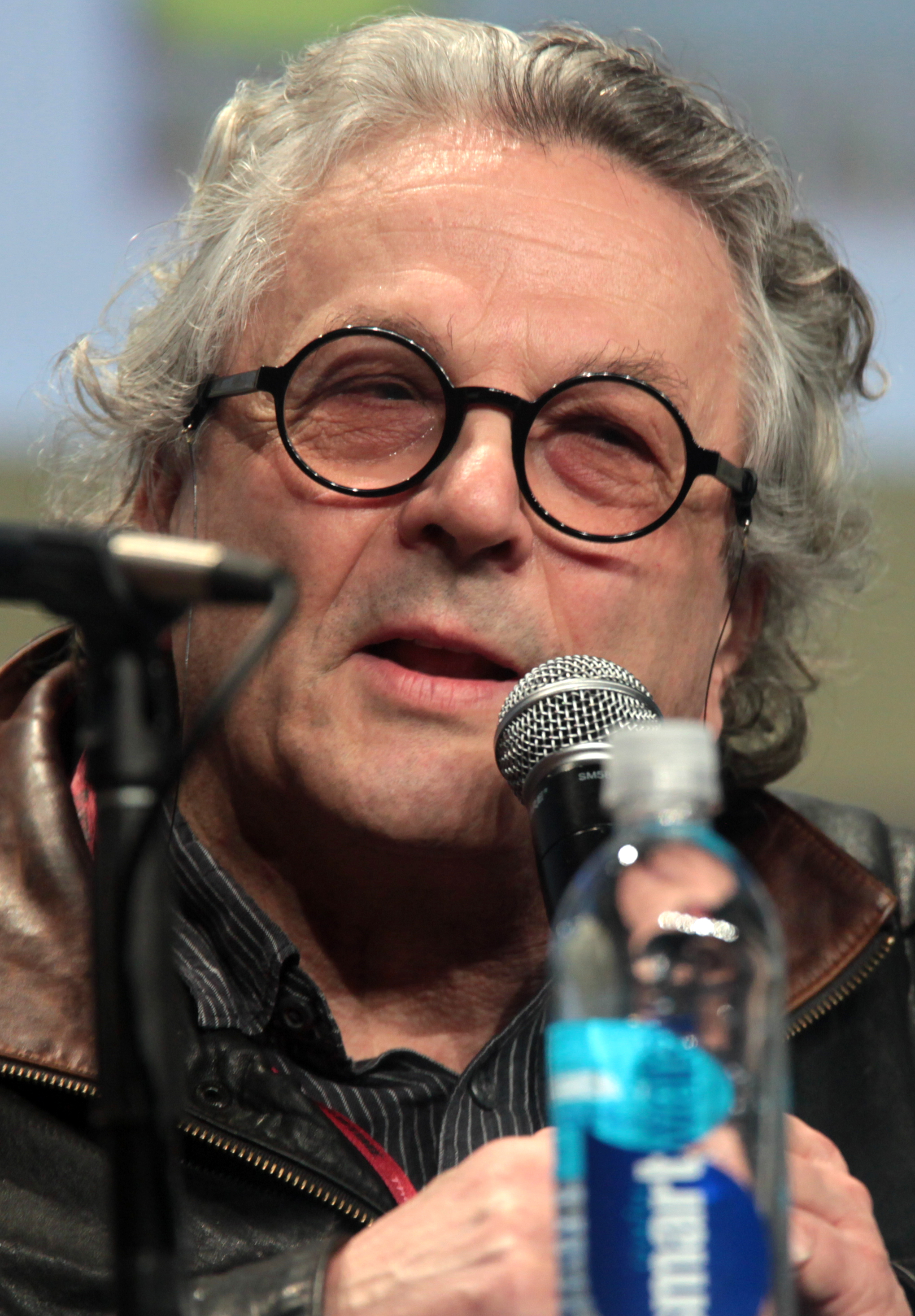
George Miller a furnizat informații în timpul pre-producției jocului.

Un joc video ce are loc în universul Mad Max a fost menționat de regizorul George Miller într-un interviu din 2008. Miller i s-a alăturat lui Cory Barlog, regizorul jocului God of War II, după ce Barlog a părăsit Sony Computer Entertainment. Inițial, jocul trebuia să aibă legătură cu un film de animație Mad Max care urma să fie lansat simultan cu acesta. Producția filmului a fost suspendată pentru ca jocul să aibă mai mult timp pentru a fi dezvoltat. După ce Barlog a anunțat în 2008 că este căutat un editor, nicio informație despre joc nu a mai fost dezvăluită. În 2010, Barlog era consultant la Avalanche Studios, dar a plecat în 2012 la Crystal Dynamics. Un alt joc ce avea legătură cu filmul Fury Road era în dezvoltare de Interplay Entertainment, dar a fost abandonat atunci când Electronic Arts a achiziționat drepturile francizei pentru 20 de milioane $.
Pe 14 februarie 2013, o captură de ecran neclară, în ceață, a fost dezvăluită de fondatorul și CEO-ul Avalanche Studios, Christofer Sundberg. Jocul a fost oficial anunțat pe 10 iunie, în timpul conferinței Sony de la E3 2013, iar lansarea sa era programată pentru Microsoft Windows, PlayStation 3, PlayStation 4, Xbox 360 și Xbox One în 2014. Cu toate acestea, în timpul conferinței, Christofer Sundberg a dezvăluit că proiectul la care Miller și Barlog lucrează nu este același joc pe care Avalanche Studios îl dezvoltă, dar a recunoscut că Barlog a lucrat la acest joc Mad Max când era la Avalanche. În ciuda relației neclare dintre cele două jocuri, Miller, conform regizorului de design al jocului, a colaborat cu Avalanche Studios în timpul fazei de pre-producție a jocului, în 2011.
În aprilie 2014, Avalanche a anunțat că Mad Max va fi amânat pentru anul următor, fiind unul dintre titlurile care vor fi lansate în timpul „celui mai bun an” al lui Avalanche. Jocul a fost refăcut în timpul dezvoltării. Cu toate că s-a lansat în același an, jocul video nu are vreo legătură cu filmul Mad Max: Fury Road și nu a fost niciodată plănuit să aibă; cadrul și povestea jocului sunt originale. Această decizie a fost luată deoarece editorul Warner Bros. Interactive Entertainment, învățând din succesul avut cu seria Batman: Arkham, a considerat că vor fi mai multe beneficii dacă jocul nu va avea vreo legătură cu filmul. Cu toate acestea, locații care au apărut și în filme, precum Gas Town și Thunderdome, apar și în joc. Spre deosebire de alte jocuri dezvoltate de Avalanche Studios, precum Just Cause 2, tonalitatea jocului este mai matură și mai concentrată pe narațiune.
Asemănător filmelor, Max își exprimă rar sentimentele; gândurile sunt reflectate în acțiunile sale. Echipa de dezvoltare a dorit să construiască o personalitate complexă pentru Max. Conform regizorului jocului, Max este traumatizat de experiențele sale din trecut (precum pierderea familiei); aceste experiențe l-au făcut „nebun”, „instabil” și „furios”. Aceste calități se reflectă în abilitatea „Fury”, în care Max poate vătăma serios inamicii. Chumbucket, mecanicul și ajutorul lui Max, este obsedat de Magnum Opus; conform scenaristului jocului, Chumbucket „are o relație pseudo-religioasă și sexuală cu motoarele”. Scabrous Scrotus, antagonistul jocului, este unul dintre lorzii de război și a fost proiectat pentru a fi un „monstru însetat de sânge care își poate găsi alinarea numai prin suferința altora”. Inamicii întâlniți sunt pictați și cu cicatrici, conform regizorului jocului Frank Rooke, asemenea înfățișări „sunt abordările pe care civilizația le-a ales într-un asemenea teritoriu.”
Regizorul de design, Emil Krafting, a dezvăluit că gameplay-ul jocului a fost prioritatea numărul unu în timpul dezvoltării. Similar seriei Just Cause, dezvoltatorul a încercat să le dea jucătorilor autonomie prin uneltele disponibile. Studioul a încercat și să creeze o lume dinamică, prin crearea de „nenumărate evenimente”. Jocul a fost inspirat din universul Mad Max și nu din filmele seriei. Conform celor de la Avalanche, a dezvăluit că a încercat să nu se inspire din alte jocuri postapocaliptice, precum Fallout, Rage și Borderlands, marea parte dintre aceste jocuri fiind inspirate din originalul Mad Max. Ei au spus că una dintre cele mai grele părți în crearea jocului a fost proiectarea luptelor între vehicule, din cauza lipsei de experiență în domeniul jocurilor de acest fel.

Regiunile jocului conțin diferite obiective, pentru a se crea o varietate a mediului. Dezvoltatorii au folosit culori vibrante pentru cerul jocului, în opoziție cu culoarea maronie a solului.

Designul lumii a fost inspirat din seria Just Cause, și conține o lume sandbox pentru a încuraja explorarea. CEO-ul de la Avalanche, Christofer Sundberg, a sperat că jucătorii vor compara cadrul acestui joc cu cel din Red Dead Redemption. Mărimea lumii a fost proiectată conform densității și frecvenței gameplay-ului; compania a încercat crearea unei lumi pline de posibilități și distrageri, și nu s-a concentrat pe mărime. A fost proiectată pentru a fi moartă, amenințătoare și ostilă, dar captivantă și aspectuoasă (pentru a încuraja explorarea). Provocarea întâlnită a fost aceea de a proiecta un ținut variat, Mad Max fiind primul joc post-apocaliptic dezvoltat de Avalanche. În acest fel, dezvoltatorul a petrecut marea parte din timp pentru a proiecta solul jocului și variațiile de teren, pentru a evita repetivitatea peisajului. Deoarece jocul are loc în deșert, echipa a folosit culori vibrante când a proiectat cerul. Avalanche Studios a trimit o echipă în jungla din Costa Rica pentru a inspecta peisajele și mediul și pentru crearea cerului din Mad Max. Ca și filmele, jocul nu explică originea apocalipsei, ei dorind să creeze „un sentiment de mister” pentru ținut, lăsând jucătorii să-și imagineze cum a ajuns să arate în acest fel.
Mad Max folosește motorul grafic Avalanche Engine, motorul grafic propriu al celor de la Avalanche, folosit și la Just Cause 2. Conform designerului principal al jocului, Alvar Jansson, noi funcții pentru motorul grafic au fost introduse în timpul dezvoltării lui Mad Max, iar acest motor grafic a fost proiectat și optimizat pentru jocuri open-world. Echipa a lucrat și la îmbunătățirea funcției draw distance a lumii, pentru a se asigura că nu vor exista diferențe grafice între cele trei platforme.
Jurnaliștii care au vizionat în privat, în timpul E3 2013, o demonstrație de gameplay au notat că, în timpul acestei demonstrații, Max avea un accent american, diferit de cel australian din filmele seriei. Mulți fani au fost împotriva vocii americane a lui Max; Avalanche Studios a confirmat ulterior că personajul principal va avea un accent australian. Cadrul jocului a fost numit un „ținut creol”, cu elemente din diferite civilizații, pentru ca personajele să aibă diferite accente.

### Lansare
Jocul a fost lansat pe 1 septembrie 2015 în America de Nord și Regatul Unit, pe 2 septembrie 2015 în Australia, pe 3 septembrie 2015 în Noua Zeelandă și pe 4 septembrie în Europa, pentru platformele Microsoft Windows, PlayStation 4 și Xbox One. Pe 3 mai 2015 s-a anunțat că versiunile pentru PlayStation 3 și Xbox 360 au fost anulate din cauza restricțiilor limitărilor hardware, dar o portare pentru Linux a fost anunțată.
Jucătorii care au pre-comandat jocul au primit un design adițional pentru Magnum Opus, numit Ripper. Ripper, împreună cu niște benzi desenate, o cutie de colecționat, o mini plăcuță de înmatriculare și o copie a lui Mad Max: Fury Road sunt incluse în ediția Post-Apocalypse. Jucătorii care au precomandat jocul pentru PlayStation 4 au avut acces la Road Warrior Survival Kit. Acesta conține douăsprezece ornamente diferite pentru capota mașinii Magnum Opus, exclusiv până la data de 30 noiembrie 2015. Pentru a promova jocul, Warner Bros. Interactive Entertainment a sponsorizat diferite evenimente de lansare. În Australia, Warner Bros. a invitat artiști pentru a realiza opere de artă din vehicule cu praf. Ei li s-au alăturat și celor de la Uber pentru o promoție în Seattle, în care utilizatorii Uber pot avea acces la o călătorie gratis, „direct din lumea postapocaliptică”. Oferta a fost gratis, deoarece „dolarii sunt fără valoare în ținut”.

## Recepție

### Înainte de lansare
Înainte de lansare, Mad Max a primit recenzii pozitive. Game Revolution a numit gameplay-ul „înveselitor, rapid, violent și distractiv” și că va fi un titlu pe care fanii seriei vor dori să-l joace. Hardcore Gamer crede că jocul poate deveni „Cea mai mare surpriză a anului 2015”, lăudând modificarea de vehicule, pe care au comparat-o cu cea de nave din Assassin's Creed IV: Black Flag, în timp ce IGN a numit jocul un Middle-earth: Shadow of Mordor al anului 2015. Cu toate acestea, PC Gamer și-a exprimat îngrijorarea că jocul „încearcă să realizeze prea multe lucruri deodată”, iar unii critici au comparat negativ jocul cu filmul Mad Max: Fury Road.

### După lansare
Mad Max a primit recenzii mixte spre pozitive. Site-ul web Metacritic i-a acordat versiunii pentru Microsoft Windows un 73/100 (bazat pe 20 de recenzii), versiunii pentru Xbox One un 72/100 (bazat pe 18 recenzii), iar versiunii pentru PlayStation 4 un 69/100 (bazat pe 71 de recenzii).
Povestea jocului a fost primită cu răspunsuri mixte. Brandin Tyrrel de la IGN crede că povestea a fost surprinzătoare și autentică, cu toate că miezul poveștii apare în a doua jumătate a jocului. Tyrrel a crezut și că toate personajele au avut propriile personalități și calități, considerându-i pe ei „vedetele adevărate” ale jocului. Chris Carter de la Destructoid a crezut că povestea jocului este interesantă pentru ca jucătorii să o parcurgă. Leon Hurley de la GamesRadar a crezut că povestea a fost slabă și că „abia există în joc”, dar a apreciat punctul culminant al jocului. Matt Bertz de la Game Informer a criticat și el povestea, numind-o slabă și scurtă, cu performanța actorilor vocali inegală.
Designul lumii din Mad Max a primit recenzii pozitive. Conform lui Brandin Tyrrel, jocul a surprins tonalitatea sălbatică a filmelor, dar și că este un cadru „splendid” de explorat. Leon Hurley de la GamesRadar a lăudat dimensiunea lumii jocului, pe care a comparat-o cu cea din The Witcher 3: Wild Hunt. Martin Robinson de la Eurogamer a comparat pozitiv această dimensiune cu o altă serie a celor de la Avalanche, Just Cause. Robinson a crezut și că Avalanche a amestecat cu succes universul Mad Max cu un design de joc open world. Matt Bertz a lăudat atmosfera inospitalieră a jocului și a felicitat dezvoltatorul Avalanche pentru adăugarea de stiluri diferite și un cer vibrant într-un joc open world. Daniel Bloodworth de la GameTrailers a gândit la fel, el simțind că fiecare regiune a jocului este unică și diferită de celelalte. Bloodworth a lăudat și el dezvoltatorul pentru proiectarea lumii. Peter Brown de la GameSpot a lăudat dezastrele naturale din Mad Max, el crezând că a ridicat standardele pentru efectele vizuale ale jocurilor. Cu toate acestea, Philip Kollar de la Polygon a criticat înfățișarea jocului. El a spus că fiecare regiune din joc se simte la fel, dar și că mediul descurajează explorarea.
Tyrrel a considerat că lupta între vehicule este unul dintre cele mai bune elemente ale jocului, crezând că adaugă un înveliș de creativitate. Brown a lăudat acțiunea, considerând-o intensă, complexă și imprevizibilă, dar a criticat luptele on-foot simpliste și supeficiale. Carter a comparat controlul vehiculelor cu cel al celor mai bune jocuri de curse, lăudând manevrarea realistică a lor. El a lăudat și mecanica de reparare a mașinii, deoarece oferă o experiență cinematografică jucătorilor. Tyrrel a apreciat și noile adăugări pentru sistemul de luptă a jocului (precum introducerea de arme și a abilității Fury) deoarece mărește cu succes profunzimea jocului. Hurley a lăudat sistemul de progresare, crezând că aduce satisfacție jucătorilor. El a lăudat și echilibrul dintre lupta între vehicule și cea față în față. Cu toate că Bloodworth a crezut că luptele clasice folosesc un sistem „încercat în trecut și care funcționează bine”, el a mai adăugat și că unghiurile de filmare pot fi incomode câteodată. Kollar a criticat luptele cu bossi, deoarece duc lipsă de varietate.
Alte aspecte ale gameplay-ului au primit recenzii pozitive. Tyrrel a lăudat sistemul de modificare atât pentru Max, cât și pe pentru Magnum Opus, de vreme ce opțiunile de modificare alese de jucători influențează gameplay-ul și fac experiența mai merituoasă. Acest lucru a fost aprobat de Kollar. Dificultatea a fost criticată de Brown, din cauza lipsei de provocări sau a unui sentiment de împlinire pentru jucători. Brown a crezut că sistemul de viață este inutil, deoarece mâncarea și apa nu au un rol important în joc și pot fi neglijate de jucători. Brown a criticat sistemul de colectare a resturilor, el crezând că oferă o experiență frustrantă pentru mulți jucători și încetinește ritmul jocului. Cu toate acestea, Robinson crede că includerea acestor elemente reflectă natura barbară a ținutului. El a lăudat designul lumii (pe care îl asimilează cu cel al filmelor) descriindu-l ca pe „o lume de metal violentă, în care trebuie mai mult să supraviețuiești decât să cucerești”. Brown a criticat lipsa unui sistem de escaladare, care putea ușura traversarea, iar Carter a simțit același lucru.
Designul obiectivelor jocului a primit și el recenzii mixte. Tyrrel a lăudat cantitatea de conținut și activități de pe hartă, numind activitățile captivante pentru marea parte a jucătorilor. Cu toate acestea, el nu a apreciat repetitivitatea, care scade valoarea de rejucare. Hurley crede că este ușor pentru jucători să devină confuzi la începutul jocului, obiectivele fiind neclare. Brown a criticat structura anumitor obiective, care forțează jucătorii să folosească o anumită metodă pentru a le completa și ia din libertatea și creativitatea jucătorilor. Chris Carter de la Destructoid crede că jocul nu a adus ceva nou genului, iar obiectivele și conținutul au fost prea similare jocurile open world ale lui Ubisoft.
Jocul a avut câteva probleme tehnice după lansare. Tyrrel a notat că jocul are o rată instabilă de cadre, dar și artefacte ocazionale, iar Kollar a notat anumite probleme de sunet.

### Vânzări
Mad Max a fost al doilea cel mai bine vândut joc din Regatul Unit în prima săptămână de la lansare, fiind doar în spatele lui Metal Gear Solid V: The Phantom Pain, lansat în aceeași zi. Conform NPD Group, jocul este al optulea cel mai bine vândut titlu din Statele Unite în luna septembrie 2015.